# 千葉大學醫學部附屬醫院
千葉大學醫學部附屬醫院（日语：／）是日本千葉縣千葉市中央區亥鼻的千葉大學附屬醫院。位於千葉大学亥鼻校區東側。
作為在國際標準臨床研究等方面發揮核心作用的國內核心醫院，厚生勞動省將本院列為「臨床研究中核醫院」。

## 沿革
- 1874年（明治7年）7月：開設共立醫院。
- 1876年（明治9年）10月：改為公立千葉醫院。
- 1882年（明治15年）7月：改組為縣立千葉醫學校附屬醫院。
- 1888年（明治21年）3月：縣立千葉醫學校廢止。附屬醫院改稱千葉縣立千葉醫院。
- 1890年（明治23年）9月：移至千葉町豬鼻台（現千葉縣千葉市中央區亥鼻）。
- 1922年（大正11年）4月：改稱為千葉醫學專門學校附屬醫院。
- 1923年（大正12年）4月：改稱為千葉醫科大學附屬醫院。
- 1936年（昭和11年）3月：新附屬醫院新館竣工。（現千葉大學醫學部本館）
- 1945年（昭和20年）7月：附屬醫院舊館因千葉空襲（七夕空襲）燒毀。
- 1949年（昭和24年）5月：新制千葉大學成立。改稱為千葉大學醫學部附屬醫院。
- 1978年（昭和53年）2月：新附屬醫院移至現址。
- 2007年（平成19年）9月：附屬醫院新病棟竣工。
- 2008年（平成20年）5月：新病棟（東棟）開院。同時屋頂直升機坪啟用。
- 2017年（平成29年）1月：成為千葉縣內第三間綜合周產期母子醫療中心。

## 診療科

### 內科
- 消化內科
- 血液內科
- 腎臟內科
- 過敏·膠原病內科
- 糖尿病·新陳代謝·內分泌科
- 循環器內科
- 呼吸內科
- 和漢診療科
- 感染症內科
- 腫瘤內科

### 外科
- 心血管外科
- 食道·胃腸外科
- 肝膽胰外科
- 乳腺·甲狀腺外科
- 呼吸外科
- 麻醉·疼痛·緩解醫療科
- 泌尿科
- 急救科

### 感覺·運動機能
- 骨科
- 眼科
- 皮膚科
- 耳鼻喉·頭頸部外科
- 牙科·口腔頜面外科
- 整形美容外科
- 復健科

### 腦神經精神
- 精神神經科
- 腦神經內科
- 腦神經外科

### 小兒·母性·女性
- 婦科
- 周產期母性科
- 小兒科
- 小兒外科

### 放射線
- 放射線科

### 病理診斷
- 病理診斷科

### 綜合診療
- 綜合診療科

## 指定醫療
- 特定機能醫院（日语：特定機能病院）
- 癌症診療連攜據點醫院（日语：がん診療連携拠点病院）
- 愛滋病治療據點醫院（日语：エイズ治療拠点病院）
- 器官移植醫院
- 綜合周產期母子醫療中心（日语：周産期母子医療センター）
- 地域型認知症疾患醫療中心（日语：認知症疾患医療センター）

## 先進醫療
- 神經退化性疾病的基因診斷
- 培美曲塞（Pemetrexed）靜脈給藥及順鉑靜脈給藥併用療法－肺癌（扁平上皮肺癌及小細胞肺癌除外，僅限從病理學判斷完全切除之患者。）
- NKT細胞免疫療法－頭頸部鱗狀細胞癌（僅限IV期且初次治療計畫完全奏效後八週內病例（僅限於在此期間未接受其他治療的患者）。）（日本國內唯一）
- 腹腔鏡下前哨淋巴結活體組織切片－早期胃癌
- 在初次皮質類固醇治療中加入Clopidogrel、Pitavastatin及Tocopherol acetate合併投藥抑制股骨頭壞死－全身性紅斑狼瘡（僅限進行初次皮質類固醇治療的病患。）
- 帝盟多用量強化療法－膠質母細胞瘤（僅限於初次發作初次治療後復發或惡化的患者 。）
- Nivolumab靜脈給藥及歐洲紫杉醇靜脈給藥併用療法－進行復發非小細胞肺癌（僅限於ＩＩＩB期、IIIC期或IV期，或術後復發需進行化療之患者。）

## 交通
- JR東日本總武本線、千葉都市單軌電車1號線/2號線「千葉站」京成電鐵京成千葉線「京成千葉站」
東口7號巴士乘車處搭乘往「千葉大學醫院」或「經千葉大學醫院往南矢作」巴士至「千葉大學醫院」下車。
- JR東日本外房線/內房線/京葉線 「蘇我站」
東口2號巴士乘車處搭乘往「大學醫院」巴士至終點「大學醫院」下車。

## 外部連結
- 千葉大學醫學部附屬醫院 （页面存档备份，存于）
- 千葉大學大學院醫學研究院、醫學部 （页面存档备份，存于）
- 千葉大學 （页面存档备份，存于）